# Dendrofilia
La dendrofilia és una parafilia sexual que descriu l'atracció sexual cap als arbres i les plantes, incloent el seu ús com a objectes sexuals.

## Descripció
Moltes persones fan servir vegetals i fruites com els cogombres o les pastanagues per introduir-los en la seva vagina oa l'anus com a objecte per rebre plaer sexual o orgasmes quan es masturben. En els homes es poden utilitzar forats dins d'arbres o troncs assimilant la forma d'una vagina, per on s'introdueix el penis.
Molta gent experimenta sentiments cap a les plantes al cap d'haver tingut sexe en un jardí, bosc, hivernacle, o recambra amb moltes plantes. L'ús de flors per acariciar-se el cos també s'inclou dins de la dendrofilia.

## En la cultura popular
- En la pel·lícula 40 dies i 40 nits, la núvia de Josh Hartnett arriba a l'orgasme d'aquesta forma quan ell estava duent a terme un dejuni sexual per a la quaresma i no podia complaure d'una manera més típica.[cal citació]

- En un capítol de la sèrie mexico-americana Cas tancat, un home relatava que arriba a l'orgasme per mitjà d'una fruita i que no podia complaure a la seva dona de manera habitual.[1]